# Bahnstrecke Riverside–Newton Highlands
| Station Waban |                      |                                        |                                        |
| Streckenlänge: | 5,33 km              |                                        |                                        |
| Spurweite: | 1435 mm (Normalspur) |                                        |                                        |
| Zweigleisigkeit: | gesamte Strecke      |                                        |                                        |
| |                      |                                        |                                        |
| Gesellschaft: | MBTA (Straßenbahn)   |                                        |                                        |
| \| \| \| von Boston South Station \| \| \| \| 0,00 \| Riverside \| Riverside \| \| \| \| nach Worcester \| \| \| \| \| Beginn Betriebshofgleis \| \| \| \| \| nach Newton Lower Falls \| \| \| \| \| Zufahrt Straßenbahndepot \| \| \| \| \| Riverside (ab 1959) \| \| \| \| \| MBS (Washington Street) \| \| \| \| 1,11 \| Woodland \| Woodland \| \| \| 2,75 \| Waban \| Waban \| \| \| 4,10 \| Eliot \| Eliot \| \| \| \| B&W (Boylston Street) \| \| \| \| \| MBS (Eliot Street) \| \| \| \| \| von Harrisville (Cook Street Junction) \| \| \| \| \| MBS (Ramsdell Street) \| \| \| \| \| B&W (Boylston Street) \| \| \| \| \| MBS (Walnut Street) \| \| \| \| 5,33 \| Newton Highlands MA \| Newton Highlands MA \| \| \| \| nach Back Bay \| \| |                      |                                        |                                        |
| Strecke |                      | von Boston South Station               | von Boston South Station               |
| ehemaliger Bahnhof | 0,00                 | Riverside                              | Riverside                              |
| Abzweig ehemals geradeaus und nach rechts |                      | nach Worcester                         | nach Worcester                         |
| |                      | Beginn Betriebshofgleis                |                                        |
| U-Bahn-Abzweig geradeaus, ehemals nach rechts und von rechts |                      | nach Newton Lower Falls                | nach Newton Lower Falls                |
| U-Bahn-Abzweig geradeaus und von rechts |                      | Zufahrt Straßenbahndepot               | Zufahrt Straßenbahndepot               |
| U-Bahn-Bahnhof |                      | Riverside (ab 1959)                    | Riverside (ab 1959)                    |
| U-Bahn-Kreuzung geradeaus unten (Querstrecke außer Betrieb) |                      | MBS (Washington Street)                | MBS (Washington Street)                |
| U-Bahn-Haltepunkt / Haltestelle | 1,11                 | Woodland                               | Woodland                               |
| U-Bahn-Haltepunkt / Haltestelle | 2,75                 | Waban                                  | Waban                                  |
| U-Bahn-Haltepunkt / Haltestelle | 4,10                 | Eliot                                  | Eliot                                  |
| U-Bahn-Kreuzung geradeaus oben (Querstrecke außer Betrieb) |                      | B&W (Boylston Street)                  | B&W (Boylston Street)                  |
| U-Bahn-Kreuzung geradeaus oben (Querstrecke außer Betrieb) |                      | MBS (Eliot Street)                     | MBS (Eliot Street)                     |
| U-Bahn-Abzweig mit Eisenbahn geradeaus und ehemals von rechts |                      | von Harrisville (Cook Street Junction) | von Harrisville (Cook Street Junction) |
| U-Bahn-Kreuzung (Querstrecke außer Betrieb) |                      | MBS (Ramsdell Street)                  | MBS (Ramsdell Street)                  |
| U-Bahn-Kreuzung geradeaus unten (Querstrecke außer Betrieb) |                      | B&W (Boylston Street)                  | B&W (Boylston Street)                  |
| U-Bahn-Kreuzung geradeaus unten (Querstrecke außer Betrieb) |                      | MBS (Walnut Street)                    | MBS (Walnut Street)                    |
| U-Bahn-Bahnhof | 5,33                 | Newton Highlands MA                    | Newton Highlands MA                    |
| U-Bahn-Strecke |                      | nach Back Bay                          | nach Back Bay                          |

Die Bahnstrecke Riverside–Newton Highlands ist eine ehemalige Eisenbahn- und heutige Stadtbahnstrecke in Massachusetts (Vereinigte Staaten). Sie ist 5,3 Kilometer lang und bindet die Stadt Newton an die Bahnstrecke Boston–Worcester an. Die normalspurige Strecke gehört der Massachusetts Bay Transportation Authority, die auf ihr die Green Line D, eine zweigleisige Stadtbahnstrecke, betreibt. Der Eisenbahnverkehr auf der Strecke ist stillgelegt.

## Geschichte
Nachdem die Boston and Albany Railroad 1883 den Streckenabschnitt Brookline–Newton Highlands erworben hatte, wollte man eine Verbindung zur Hauptstrecke herstellen, um einen Ringbetrieb durchführen zu können. Im Mai 1886 wurde die Verbindungsstrecke von Riverside an der Boston&Albany-Hauptstrecke nach Newton Highlands von Anfang an als zweigleisige Strecke eröffnet. Vorortzüge von Boston befuhren die Strecke über Brookline oder über die Hauptstrecke kommend als Ring in beide Richtungen. Mit der Übernahme der Boston&Albany 1900 durch die New York Central and Hudson River Railroad (später New York Central Railroad) änderte sich zunächst nur der Eigentümer, die Betriebsführung blieb bei der Boston&Albany.
Der Gesamtverkehr auf der Strecke wurde am 1. Juni 1958 eingestellt. Unmittelbar darauf baute die Metropolitan Transit Authority die Stadtbahnstrecke vom Tunnelbahnhof Kenmore nach Brookline und weiter nach Riverside. An der Grove Street entstand die neue Endstation „Riverside“ der Stadtbahn und auch der Betriebshof der Strecke. Die übrigen Stationen wurden in Stadtbahnstationen umgewandelt. Am 4. Juli 1959 ging die Stadtbahn in Betrieb. Der Abschnitt von der Betriebshofeinfahrt bis zur Boston&Albany-Hauptstrecke wurde noch bis 1976 im Güterverkehr bedient und dann stillgelegt.

## Streckenbeschreibung
Die Strecke zweigte am früheren Bahnhof Riverside aus der Bahnstrecke Boston–Worcester in Richtung Südosten ab. Sie ist in diesem Bereich stillgelegt. Vor der heutigen Stadtbahnendstelle Riverside zweigen die umfangreichen Gleisanlagen des Betriebshofs ab, der sich südlich der Strecke befindet. Die Strecke ist kreuzungsfrei ausgebaut. Sie verläuft nahezu geradlinig in Richtung Newton und mündet am Abzweigpunkt Cook Street Junction in die Bahnstrecke Back Bay–Harrisville ein, über deren nördlichen Abschnitt die Stadtbahntrasse nach Brookline weiterführt. Bis auf die Straßenüber- und -unterführungen sind keine Brücken oder Tunnel vorhanden.

## Personenverkehr
1901, nach der Übernahme durch die New York Central and Hudson River Railroad und nach Eröffnung der Boston South Station verließen diesen Bahnhof über Newton nach Riverside pro Richtung 28 Züge an Werktagen und sieben an Sonntagen. Nach dem Ersten Weltkrieg brach der Personenverkehr auf der Schiene immer mehr ein, da sich das Verkehrsaufkommen immer mehr auf die Straße verlagerte. 1945 fuhren über Newton nach Riverside montags bis freitags 16, samstags 14 und sonntags fünf Züge. 2012 verkehren die Stadtbahnen der Green Line D im Berufsverkehr alle 6 Minuten, wochentags tagsüber alle 11 Minuten und am Wochenende alle 10 Minuten, samstags nachmittags alle 8 Minuten.